# أنتونيوس جولباس
أنتونيوس جولباس (مواليد 17 أبريل 1986) هو سبّاح يوناني، مثّل بلاده في الألعاب الأولمبية الصيفية 2004.

## روابط خارجية
أنتونيوس جولباس على موقع أوليمبيديا (الإنجليزية)